# تشانغ لان
تشانغ لان هي مصارعة الهواة صينية، ولدت في 18 أكتوبر 1990.

## وصلات خارجية
- تشانغ لان على موقع قاعدة بيانات المصارعة الدولية (الإنجليزية)
- تشانغ لان على موقع اللجنة الأولمبية الصينية (الإنجليزية)